# Afit
Afit ist eine deutsche Verkehrsfliegerschule mit Sitz in München und Basis auf dem Flugplatz Augsburg.

## Unternehmen
AFIT bildet Piloten vom PPL bis zum ATPL aus und besitzt eine eigene Flugzeugflotte.
Im September 2011 kam Peter Kiener, der Gründer und damalige Geschäftsführer der Afit GmbH, beim tragischen Absturz seiner Piper PA-60 ums Leben. Im Dezember 2011 übernahm seine Schwester Frau C. Schütz die Flugschule.

## Flotte
Mit Stand Oktober 2017 besteht die Flotte der Afit aus fünf Flugzeugen:
| Flugzeugtyp | Luftfahrzeugkennzeichen | Anmerkungen |
| ----------- | ----------------------- | ----------- |
| Cessna 172  | D-EPAN                  |             |
| Piper PA-28 | D-EBIL                  |             |
| Piper PA-38 | D-????                  |             |
| Piper PA-60 | D-IDEE                  |             |
| Mooney M20  | D-ECZL                  |             |